# Noboribetsu, Hokkaidō
Noboribetsu (登別市 Noboribetsu-shi, Ainu: nupur-pet) là một thành phố thuộc tỉnh Hokkaidō, Nhật Bản.